# Tournoi de tennis de Hambourg
Le tournoi de tennis de Hambourg (appelé communément tournoi de Hambourg, dénommé « Internationaux d'Allemagne » de 1892 à 2000) est un tournoi professionnel de tennis masculin (du circuit ATP) et féminin (du circuit WTA). Il se dispute en juillet, sur les courts en terre battue du stade de Rothenbaum à Hambourg en Allemagne.
Classé ATP Masters Series (l'ancêtre des Masters 1000) jusqu'en 2008, le tournoi masculin (nom officiel : Hamburg Open (de)) est aujourd'hui classé en catégorie ATP 500. Gottfried von Cramm et Otto Froitzheim co-détiennent le record de titres avec six succès chacun. Depuis l'ère Open, c'est Roger Federer qui s'est imposé le plus de fois avec quatre titres.
Créé en 1892, le tournoi, mixte à partir de 1896, devient à la fin du XIXe et au début du XXe siècle le rendez-vous le plus prestigieux du tennis international, avant de perdre en importance au profit de Wimbledon à partir des années 1910. En 1979, l'épreuve féminine déménage à Berlin.
Le tournoi féminin (nom officiel : MSC Hamburg Ladies Open (de)) est aujourd'hui classé en catégorie WTA 250. Il est revenu au calendrier WTA lors de la saison 2021.
Une épreuve féminine de la WTA fut aussi organisée fin avril, sur terre battue et en extérieur. Sa première édition remonte à 1982 et sa dernière à 2002. Steffi Graf s'y est imposée six fois consécutivement en simple (entre 1987 et 1992). C'est à l'occasion de l’édition 1993 de ce tournoi que Monica Seles, alors numéro un mondiale, s'est fait poignarder par un déséquilibré sur le court central.

## Palmarès messieurs
Précisions concernant le palmarès avant 1910 :
- (CH) finaliste du Challenge Round (1893, 1894, 1895, 1896, 1899, 1902, 1904, 1905, 1907, 1910) ;
- (F) finaliste en cas de forfait dans le Challenge Round (1897, 1898, 1900, 1901, 1903, 1906, 1908, 1909)[2].
- Finalistes du tableau pour les années où il y a eu un Challenge Round : 1893  Joh. Schröder ; 1894  E. Gleichman ; 1895  Hans Behrens ; 1896  L. Bach ; 1899  Arthur Gore ; 1902  Hans Behrens ; 1904  R. Otto ; 1905  Rudolf Schindler ; 1907  Erik Larsen ; 1910  Heinrich Schomburgk.

### Simple
| No       | Date       | Nom et lieu du tournoi                                   | Catégorie                                            | Dotation                                             | Surface                                              | Vainqueur                                            | Finaliste                                            | Score                                                |                                                      |
| -------- | ---------- | -------------------------------------------------------- | ---------------------------------------------------- | ---------------------------------------------------- | ---------------------------------------------------- | ---------------------------------------------------- | ---------------------------------------------------- | ---------------------------------------------------- | ---------------------------------------------------- |
| 1        | 1892       | German International Championships, Hambourg             |                                                      | NC $                                                 | NC                                                   | Walter Bonne                                         | R. A. Leers                                          | 7-5, 6-3                                             |                                                      |
| 2        | 1893       | German International Championships, Hambourg             |                                                      | NC $                                                 | Terre (ext.)                                         | Christian Winzer                                     | Walter Bonne                                         | 6-4, 6-0, 3-6, 6-3                                   |                                                      |
| 3        | 1894       | German International Championships, Hambourg             |                                                      | NC $                                                 | Terre (ext.)                                         | Victor Voss Schönau                                  | Christian Winzer                                     | 6-1, 6-4, 11-9                                       |                                                      |
| 4        | 1895       | German International Championships, Hambourg             |                                                      | NC $                                                 | Terre (ext.)                                         | Victor Voss Schönau                                  | Christian Winzer                                     | 6-2, 6-1, 6-2                                        |                                                      |
| 5        | 1896       | German International Championships, Hambourg             |                                                      | NC $                                                 | Terre (ext.)                                         | Victor Voss Schönau                                  | George Wantzelius                                    | 6-1, 6-0, 6-1                                        |                                                      |
| 6        | 1897       | German International Championships, Hambourg             |                                                      | NC $                                                 | Terre (ext.)                                         | George Hillyard                                      | George C. Ball Green                                 | 7-5, 4-6, 5-7, 6-0, 6-0                              |                                                      |
| 7        | 1898       | German International Championships, Bad Homburg          |                                                      | NC $                                                 | Terre (ext.)                                         | Harold Mahony                                        | Joshua Pim                                           | 6-3, 6-3, 4-6, 6-4                                   |                                                      |
| 8        | 1899       | German International Championships, Bad Homburg          |                                                      | NC $                                                 | Terre (ext.)                                         | Clarence Hobart                                      | Harold Mahony                                        | 8-6, 8-10, 6-0, 6-8, 8-6                             |                                                      |
| 9        | 1900       | German International Championships, Bad Homburg          |                                                      | NC $                                                 | Terre (ext.)                                         | George Hillyard                                      | Hugh Lawrence Doherty                                | Forfait                                              |                                                      |
| 10       | 1901       | German International Championships, Bad Homburg          |                                                      | NC $                                                 | Terre (ext.)                                         | Max Decugis                                          | Frederick W. Payn                                    | 6-4, 6-4, 4-6, 6-2                                   |                                                      |
| 11       | 1902       | German International Championships, Hambourg             |                                                      | NC $                                                 | Terre (ext.)                                         | Max Decugis                                          | John Flavelle                                        | 4-6, 2-6, 7-5, 7-5, ab.                              |                                                      |
| 12       | 1903       | German International Championships, Hambourg             |                                                      | NC $                                                 | Terre (ext.)                                         | Josiah Ritchie                                       | John Flavelle                                        | 2-6, 4-6, 6-4, 7-5, 6-2                              |                                                      |
| 13       | 1904       | German International Championships, Hambourg             |                                                      | NC $                                                 | Terre (ext.)                                         | Josiah Ritchie                                       | Kurt von Wessely                                     | 6-4, 6-0, 10-8                                       |                                                      |
| 14       | 1905       | German International Championships, Hambourg             |                                                      | NC $                                                 | Terre (ext.)                                         | Josiah Ritchie                                       | Anthony Wilding                                      | 8-6, 7-5, 8-6                                        |                                                      |
| 15       | 1906       | German International Championships, Hambourg             |                                                      | NC $                                                 | Terre (ext.)                                         | Josiah Ritchie                                       | Friedrich-Wilhelm Rahe                               | 6-2, 6-2, 6-0                                        |                                                      |
| 16       | 1907       | German International Championships, Hambourg             |                                                      | NC $                                                 | Terre (ext.)                                         | Otto Froitzheim                                      | Josiah Ritchie                                       | 7-5, 6-3, 6-4                                        |                                                      |
| 17       | 1908       | German International Championships, Hambourg             |                                                      | NC $                                                 | Terre (ext.)                                         | Josiah Ritchie                                       | George K. Logie                                      | 6-1, 6-1, 6-3                                        |                                                      |
| 18       | 1909       | German International Championships, Hambourg             |                                                      | NC $                                                 | Terre (ext.)                                         | Otto Froitzheim                                      | Friedrich-Wilhelm Rahe                               | 6-0, 6-2, 6-3                                        |                                                      |
| 19       | 1910       | German International Championships, Hambourg             |                                                      | NC $                                                 | Terre (ext.)                                         | Otto Froitzheim                                      | Kurt Bergmann                                        | Forfait                                              |                                                      |
| 20       | 1911       | German International Championships, Hambourg             |                                                      | NC $                                                 | Terre (ext.)                                         | Otto Froitzheim                                      | Felix Pipes                                          | 6-3, 6-2, 6-1                                        |                                                      |
| 21       | 1912       | German International Championships, Hambourg             |                                                      | NC $                                                 | Terre (ext.)                                         | Otto von Müller                                      | Heinrich Schomburgk                                  | 2-6, 6-1, 6-4, 6-2                                   |                                                      |
| 22       | 1913       | German International Championships, Hambourg             |                                                      | NC $                                                 | Terre (ext.)                                         | Heinrich Schomburgk                                  | Otto von Müller                                      | 6-2, 6-4, 7-5                                        |                                                      |
|          | 1914-1919  | Pas de tournoi                                           | Pas de tournoi                                       | Pas de tournoi                                       | Pas de tournoi                                       | Pas de tournoi                                       | Pas de tournoi                                       | Pas de tournoi                                       | Pas de tournoi                                       |
| 23       | 1920       | German International Championships, Hambourg             |                                                      | NC $                                                 | Terre (ext.)                                         | Oskar Kreuzer                                        | Luis Maria Heyden                                    | 6-0, 6-0, 6-2                                        |                                                      |
| 24       | 1921       | German International Championships, Hambourg             |                                                      | NC $                                                 | Terre (ext.)                                         | Otto Froitzheim                                      | Heinrich Kleinschroth                                | 6-4, 8-6, ab.                                        |                                                      |
| 25       | 1922       | German International Championships, Hambourg             |                                                      | NC $                                                 | Terre (ext.)                                         | Otto Froitzheim                                      | Friedrich-Wilhelm Rahe                               | 2-6, 6-0, 8-6, 6-1                                   |                                                      |
| 26       | 1923       | German International Championships, Hambourg             |                                                      | NC $                                                 | Terre (ext.)                                         | Heinz Landmann                                       | Luis Maria Heyden                                    | 6-2, 6-3, 7-5                                        |                                                      |
| 27       | 1924       | German International Championships, Hambourg             |                                                      | NC $                                                 | Terre (ext.)                                         | Béla von Kehrling                                    | Luis Maria Heyden                                    | 8-6, 6-1, 9-7                                        |                                                      |
| 28       | 1925       | German International Championships, Hambourg             |                                                      | NC $                                                 | Terre (ext.)                                         | Otto Froitzheim                                      | Béla von Kehrling                                    | 6-4, 6-1, 4-6, 6-1                                   |                                                      |
| 29       | 1926       | German International Championships, Hambourg             |                                                      | NC $                                                 | Terre (ext.)                                         | Hans Moldenhauer                                     | Walter Dessart                                       | 6-2, 6-2, 6-1                                        |                                                      |
| 30       | 1927       | German International Championships, Hambourg             |                                                      | NC $                                                 | Terre (ext.)                                         | Hans Moldenhauer                                     | Willy Hannemann                                      | 6-2, 4-6, 6-4, 6-4                                   |                                                      |
| 31       | 1928       | German International Championships, Hambourg             |                                                      | NC $                                                 | Terre (ext.)                                         | Daniel Prenn                                         | Hans Moldenhauer                                     | 6-1, 6-4, 6-3                                        |                                                      |
| 32       | 1929       | German International Championships, Hambourg             |                                                      | NC $                                                 | Terre (ext.)                                         | Christian Boussus                                    | Otto Froitzheim                                      | 6-1, 4-6, 6-1, 6-8, 6-1                              |                                                      |
| 33       | 1930       | German International Championships, Hambourg             |                                                      | NC $                                                 | Terre (ext.)                                         | Christian Boussus                                    | Yoshiro Ota                                          | 1-6, 8-6, 2-6, 6-4, 6-4                              |                                                      |
| 34       | 1931       | German International Championships, Hambourg             |                                                      | NC $                                                 | Terre (ext.)                                         | Roderich Menzel                                      | Gustav Jaenecke                                      | 6-2, 6-2, 6-1                                        |                                                      |
| 35       | 1932       | German International Championships, Hambourg             |                                                      | NC $                                                 | Terre (ext.)                                         | Gottfried von Cramm                                  | Roderich Menzel                                      | 3-6, 6-2, 6-2, 6-3                                   |                                                      |
| 36       | 1933       | German International Championships, Hambourg             |                                                      | NC $                                                 | Terre (ext.)                                         | Gottfried von Cramm                                  | Roderich Menzel                                      | 7-5, 2-6, 4-6, 6-3, 6-4                              |                                                      |
| 37       | 1934       | German International Championships, Hambourg             |                                                      | NC $                                                 | Terre (ext.)                                         | Gottfried von Cramm                                  | Clayton Lee Burwell                                  | 6-2, 6-1, 6-4                                        |                                                      |
| 38       | 1935       | German International Championships, Hambourg             |                                                      | NC $                                                 | Terre (ext.)                                         | Gottfried von Cramm                                  | Otto Szigeti                                         | 6-3, 6-3, 6-3                                        |                                                      |
|          | 1936       | Pas de tournoi en raison des Jeux olympiques de 1936     | Pas de tournoi en raison des Jeux olympiques de 1936 | Pas de tournoi en raison des Jeux olympiques de 1936 | Pas de tournoi en raison des Jeux olympiques de 1936 | Pas de tournoi en raison des Jeux olympiques de 1936 | Pas de tournoi en raison des Jeux olympiques de 1936 | Pas de tournoi en raison des Jeux olympiques de 1936 | Pas de tournoi en raison des Jeux olympiques de 1936 |
| 39       | 1937       | German International Championships, Hambourg             |                                                      | NC $                                                 | Terre (ext.)                                         | Henner Henkel                                        | Vivian McGrath                                       | 1-6, 6-3, 8-6, 3-6, 6-1                              |                                                      |
| 40       | 1938       | German International Championships, Hambourg             |                                                      | NC $                                                 | Terre (ext.)                                         | Otto Szigeti                                         | Bernard Destremau                                    | 8-6, 6-8, 6-3, 6-3                                   |                                                      |
| 41       | 1939       | German International Championships, Hambourg             |                                                      | NC $                                                 | Terre (ext.)                                         | Henner Henkel                                        | Roderich Menzel                                      | 4-6, 6-4, 6-0, 6-1                                   |                                                      |
|          | 1940-1947  | Pas de tournoi                                           | Pas de tournoi                                       | Pas de tournoi                                       | Pas de tournoi                                       | Pas de tournoi                                       | Pas de tournoi                                       | Pas de tournoi                                       | Pas de tournoi                                       |
| 42       | 1948       | German International Championships, Hambourg             |                                                      | NC $                                                 | Terre (ext.)                                         | Gottfried von Cramm                                  | Helmut Gulcz                                         | 6-4, 6-1, 4-6, 6-3                                   |                                                      |
| 43       | 1949       | German International Championships, Hambourg             |                                                      | NC $                                                 | Terre (ext.)                                         | Gottfried von Cramm                                  | Ernst Buchholz                                       | 7-5, 6-1, 6-0                                        |                                                      |
| 44       | 1950       | German International Championships, Hambourg             |                                                      | NC $                                                 | Terre (ext.)                                         | Jaroslav Drobný                                      | Gottfried von Cramm                                  | 6-3, 6-4, 6-4                                        |                                                      |
| 45       | 1951       | German International Championships, Hambourg             |                                                      | NC $                                                 | Terre (ext.)                                         | Lennart Bergelin                                     | Sven Davidson                                        | 4-6, 6-3, 4-6, 6-4, 7-5                              |                                                      |
| 46       | 1952       | German International Championships, Hambourg             |                                                      | NC $                                                 | Terre (ext.)                                         | Eric Sturgess                                        | Jaroslav Drobný                                      | 6-3, 6-2, 6-3                                        |                                                      |
| 47       | 1953       | German International Championships, Hambourg             |                                                      | NC $                                                 | Terre (ext.)                                         | Budge Patty                                          | Fausto Gardini                                       | 6-3, 6-2, 6-3                                        |                                                      |
| 48       | 1954       | German International Championships, Hambourg             |                                                      | NC $                                                 | Terre (ext.)                                         | Budge Patty                                          | Sven Davidson                                        | 6-1, 6-1, 7-5                                        |                                                      |
| 49       | 1955       | German International Championships, Hambourg             |                                                      | NC $                                                 | Terre (ext.)                                         | Arthur Larsen                                        | Władysław Skonecki                                   | 3-6, 6-3, 7-5, 6-8, 6-3                              |                                                      |
| 50       | 1956       | German International Championships, Hambourg             |                                                      | NC $                                                 | Terre (ext.)                                         | Lew Hoad                                             | Orlando Sirola                                       | 6-2, 5-7, 6-4, 8-6                                   |                                                      |
| 51       | 1957       | German International Championships, Hambourg             |                                                      | NC $                                                 | Terre (ext.)                                         | Mervyn Rose                                          | Pierre Darmon                                        | 6-3, 6-0, 6-1                                        |                                                      |
| 52       | 1958       | German International Championships, Hambourg             |                                                      | NC $                                                 | Terre (ext.)                                         | Sven Davidson                                        | Jacky Brichant                                       | 5-7, 6-4, 0-6, 9-7, 6-3                              |                                                      |
| 53       | 1959       | German International Championships, Hambourg             |                                                      | NC $                                                 | Terre (ext.)                                         | William Knight                                       | Ian Vermaak                                          | 4-6, 6-4, 4-6, 6-3, 8-6                              |                                                      |
| 54       | 1960       | German International Championships, Hambourg             |                                                      | NC $                                                 | Terre (ext.)                                         | Nicola Pietrangeli                                   | Jan-Erik Lundqvist                                   | 6-3, 2-6, 6-4, 6-2                                   |                                                      |
| 55       | 1961       | German International Championships, Hambourg             |                                                      | NC $                                                 | Terre (ext.)                                         | Rod Laver                                            | Luis Ayala                                           | 6-2, 6-8, 5-7, 6-1, 6-2                              |                                                      |
| 56       | 1962       | German International Championships, Hambourg             |                                                      | NC $                                                 | Terre (ext.)                                         | Rod Laver                                            | Manuel Santana                                       | 8-6, 7-5, 6-4                                        |                                                      |
| 57       | 1963       | German International Championships, Hambourg             |                                                      | NC $                                                 | Terre (ext.)                                         | Martin Mulligan                                      | Bob Hewitt                                           | 6-0, 0-6, 8-6, 6-2                                   |                                                      |
| 58       | 1964       | German International Championships, Hambourg             |                                                      | NC $                                                 | Terre (ext.)                                         | Wilhelm Bungert                                      | Christian Kuhnke                                     | 0-6, 6-4, 7-5, 6-2                                   |                                                      |
| 59       | 1965       | German International Championships, Hambourg             |                                                      | NC $                                                 | Terre (ext.)                                         | Cliff Drysdale                                       | Boro Jovanović                                       | 6-2, 6-4, 3-6, 6-3                                   |                                                      |
| 60       | 1966       | German International Championships, Hambourg             |                                                      | NC $                                                 | Terre (ext.)                                         | Fred Stolle                                          | István Gulyás                                        | 2-6, 7-5, 6-1, 6-2                                   |                                                      |
| 61       | 1967       | German International Championships, Hambourg             |                                                      | NC $                                                 | Terre (ext.)                                         | Roy Emerson                                          | Manuel Santana                                       | 6-3, 6-3, 6-1                                        |                                                      |
| Ère Open |            |                                                          |                                                      |                                                      |                                                      |                                                      |                                                      |                                                      |                                                      |
| 62       | 12-08-1968 | German International Championships, Hambourg             |                                                      | NC $                                                 | Terre (ext.)                                         | John Newcombe                                        | Cliff Drysdale                                       | 6-3, 6-2, 6-4                                        |                                                      |
| 63       | 11-08-1969 | German International Championships, Hambourg             |                                                      | NC $                                                 | Terre (ext.)                                         | Tony Roche                                           | Tom Okker                                            | 6-1, 5-7, 8-6, 7-5                                   |                                                      |
| 64       | 17-08-1970 | German International Championships, Hambourg             | GP World Series                                      | NC $                                                 | Terre (ext.)                                         | Tom Okker                                            | Ilie Năstase                                         | 4-6, 6-3, 6-3, 6-4                                   |                                                      |
| 65       | 17-05-1971 | German International Championships, Hambourg             | GP World Series                                      | NC $                                                 | Terre (ext.)                                         | Andrés Gimeno                                        | Péter Szőke                                          | 6-3, 6-2, 6-2                                        |                                                      |
| 66       | 05-06-1972 | German International Championships, Hambourg             | GP World Series                                      | NC $                                                 | Terre (ext.)                                         | Manuel Orantes                                       | Adriano Panatta                                      | 6-3, 9-8, 6-0                                        |                                                      |
| 67       | 11-06-1973 | German International Championships, Hambourg             | GP World Series                                      | NC $                                                 | Terre (ext.)                                         | Eddie Dibbs                                          | Karl Meiler                                          | 6-1, 3-6, 7-6, 6-3                                   |                                                      |
| 68       | 20-05-1974 | German International Championships, Hambourg             | GP World Series                                      | NC $                                                 | Terre (ext.)                                         | Eddie Dibbs                                          | Hans-Joachim Plötz                                   | 6-2, 6-2, 6-3                                        |                                                      |
| 69       | 19-05-1975 | German International Championships, Hambourg             | GP World Series                                      | NC $                                                 | Terre (ext.)                                         | Manuel Orantes                                       | Jan Kodeš                                            | 3-6, 6-2, 6-2, 4-6, 6-1                              |                                                      |
| 70       | 17-05-1976 | German International Championships, Hambourg             | GP World Series                                      | NC $                                                 | Terre (ext.)                                         | Eddie Dibbs                                          | Manuel Orantes                                       | 6-4, 4-6, 6-1, 2-6, 6-1                              |                                                      |
| 71       | 09-05-1977 | German International Championships, Hambourg             | GP World Series                                      | NC $                                                 | Terre (ext.)                                         | Paolo Bertolucci                                     | Manuel Orantes                                       | 6-3, 4-6, 6-2, 6-3                                   |                                                      |
| 72       | 15-05-1978 | German International Championships, Hambourg             | Championship Series                                  | 175 000 $                                            | Terre (ext.)                                         | Guillermo Vilas                                      | Wojtek Fibak                                         | 6-2, 6-4, 6-2                                        |                                                      |
| 73       | 14-05-1979 | German International Championships, Hambourg             | Championship Series                                  | 175 000 $                                            | Terre (ext.)                                         | José Higueras                                        | Harold Solomon                                       | 3-6, 6-1, 6-4, 6-1                                   |                                                      |
| 74       | 12-05-1980 | German International Championships, Hambourg             | Championship Series                                  | 200 000 $                                            | Terre (ext.)                                         | Harold Solomon                                       | Guillermo Vilas                                      | 6-7, 6-2, 6-4, 2-6, 6-3                              |                                                      |
| 75       | 11-05-1981 | German International Championships, Hambourg             | Championship Series                                  | 200 000 $                                            | Terre (ext.)                                         | Peter McNamara                                       | Jimmy Connors                                        | 7-6, 6-1, 4-6, 6-4                                   |                                                      |
| 76       | 10-05-1982 | German International Championships, Hambourg             | Championship Series                                  | 250 000 $                                            | Terre (ext.)                                         | José Higueras                                        | Peter McNamara                                       | 4-6, 6-7, 7-6, 6-3, 7-6                              |                                                      |
| 77       | 09-05-1983 | German International Championships, Hambourg             | Championship Series                                  | 250 000 $                                            | Terre (ext.)                                         | Yannick Noah                                         | José Higueras                                        | 3-6, 7-5, 6-2, 6-0                                   |                                                      |
| 78       | 07-05-1984 | German International Championships, Hambourg             | Championship Series                                  | 250 000 $                                            | Terre (ext.)                                         | Juan Aguilera                                        | Henrik Sundström                                     | 6-4, 2-6, 2-6, 6-4, 6-4                              |                                                      |
| 79       | 29-04-1985 | German International Championships, Hambourg             | Championship Series                                  | 250 000 $                                            | Terre (ext.)                                         | Miloslav Mečíř                                       | Henrik Sundström                                     | 6-4, 6-1, 6-4                                        |                                                      |
| 80       | 15-09-1986 | German International Championships, Hambourg             | Championship Series                                  | 250 000 $                                            | Terre (ext.)                                         | Henri Leconte                                        | Miloslav Mečíř                                       | 6-2, 5-7, 6-4, 6-2                                   |                                                      |
| 81       | 27-04-1987 | German International Championships, Hambourg             | Championship Series                                  | 300 000 $                                            | Terre (ext.)                                         | Ivan Lendl                                           | Miloslav Mečíř                                       | 6-1, 6-3, 6-3                                        |                                                      |
| 82       | 25-04-1988 | German International Championships, Hambourg             | Championship Series                                  | 400 000 $                                            | Terre (ext.)                                         | Kent Carlsson                                        | Henri Leconte                                        | 6-2, 6-1, 6-4                                        |                                                      |
| 83       | 08-05-1989 | German International Championships, Hambourg             | Championship Series                                  | 500 000 $                                            | Terre (ext.)                                         | Ivan Lendl                                           | Horst Skoff                                          | 6-4, 6-1, 6-3                                        |                                                      |
| 84       | 07-05-1990 | German International Championships, Hambourg             | Championship Series SW                               | 750 000 $                                            | Terre (ext.)                                         | Juan Aguilera                                        | Boris Becker                                         | 6-1, 6-0, 7-6                                        |                                                      |
| 85       | 06-05-1991 | German International Championships, Hambourg             | Championship Series SW                               | 750 000 $                                            | Terre (ext.)                                         | Karel Nováček                                        | Magnus Gustafsson                                    | 6-3, 6-3, 5-7, 0-6, 6-1                              |                                                      |
| 86       | 04-05-1992 | German International Championships, Hambourg             | Championship Series SW                               | 1 000 000 $                                          | Terre (ext.)                                         | Stefan Edberg                                        | Michael Stich                                        | 5-7, 6-4, 6-1                                        |                                                      |
| 87       | 03-05-1993 | German International Championships, Hambourg             | Super 9                                              | 1 450 000 $                                          | Terre (ext.)                                         | Michael Stich                                        | Andrei Chesnokov                                     | 6-3, 61-7, 7-67, 6-4                                 |                                                      |
| 88       | 02-05-1994 | German International Championships, Hambourg             | Super 9                                              | 1 470 000 $                                          | Terre (ext.)                                         | Andreï Medvedev                                      | Ievgueni Kafelnikov                                  | 6-4, 6-4, 3-6, 6-3                                   |                                                      |
| 89       | 08-05-1995 | German International Championships, Hambourg             | Super 9                                              | 1 545 000 $                                          | Terre (ext.)                                         | Andreï Medvedev                                      | Goran Ivanišević                                     | 6-3, 6-2, 6-1                                        |                                                      |
| 90       | 06-05-1996 | German International Championships, Hambourg             | Super 9                                              | 1 950 000 $                                          | Terre (ext.)                                         | Roberto Carretero                                    | Àlex Corretja                                        | 2-6, 6-4, 6-4, 6-4                                   |                                                      |
| 91       | 05-05-1997 | German International Championships, Hambourg             | Super 9                                              | 2 050 000 $                                          | Terre (ext.)                                         | Andreï Medvedev                                      | Félix Mantilla                                       | 6-0, 6-4, 6-2                                        |                                                      |
| 92       | 04-05-1998 | German International Championships, Hambourg             | Super 9                                              | 2 200 000 $                                          | Terre (ext.)                                         | Albert Costa                                         | Àlex Corretja                                        | 6-2, 6-0, 1-0, ab.                                   | Tableau                                              |
| 93       | 03-05-1999 | German International Championships, Hambourg             | Super 9                                              | 2 200 000 $                                          | Terre (ext.)                                         | Marcelo Ríos                                         | Mariano Zabaleta                                     | 65-7, 7-5, 5-7, 7-65, 6-2                            | Tableau                                              |
| 94       | 15-05-2000 | German International Championships, Hambourg             | Masters Series                                       | 2 450 000 $                                          | Terre (ext.)                                         | Gustavo Kuerten                                      | Marat Safin                                          | 6-4, 5-7, 6-4, 5-7, 7-63                             | Tableau                                              |
| 95       | 14-05-2001 | Tennis Masters Series Hamburg, Hambourg                  | Masters Series                                       | 2 450 000 $                                          | Terre (ext.)                                         | Albert Portas                                        | Juan Carlos Ferrero                                  | 4-6, 6-2, 0-6, 7-65, 7-5                             | Tableau                                              |
| 96       | 13-05-2002 | Tennis Masters Hamburg, Hambourg                         | Masters Series                                       | 2 328 000 $                                          | Terre (ext.)                                         | Roger Federer                                        | Marat Safin                                          | 6-1, 6-3, 6-4                                        | Tableau                                              |
| 97       | 12-05-2003 | Tennis Masters Hamburg, Hambourg                         | Masters Series                                       | 2 200 000 $                                          | Terre (ext.)                                         | Guillermo Coria                                      | Agustín Calleri                                      | 6-3, 6-4, 6-4                                        | Tableau                                              |
| 98       | 10-05-2004 | Masters Series Hamburg, Hambourg                         | Masters Series                                       | 2 200 000 $                                          | Terre (ext.)                                         | Roger Federer                                        | Guillermo Coria                                      | 4-6, 6-4, 6-2, 6-3                                   | Tableau                                              |
| 99       | 09-05-2005 | Masters Series Hamburg presented by EON Hanse, Hambourg  | Masters Series                                       | 2 200 000 $                                          | Terre (ext.)                                         | Roger Federer                                        | Richard Gasquet                                      | 6-3, 7-5, 7-64                                       | Tableau                                              |
| 100      | 15-05-2006 | Masters Series Hamburg presented by EON Hanse, Hambourg  | Masters Series                                       | 2 200 000 $                                          | Terre (ext.)                                         | Tommy Robredo                                        | Radek Štěpánek                                       | 6-1, 6-3, 6-3                                        | Tableau                                              |
| 101      | 14-05-2007 | Masters Series Hamburg presented by EON Hanse, Hambourg  | Masters Series                                       | 2 200 000 $                                          | Terre (ext.)                                         | Roger Federer                                        | Rafael Nadal                                         | 2-6, 6-2, 6-0                                        | Tableau                                              |
| 102      | 12-05-2008 | Masters Series Hamburg presented by EON Hanse, Hambourg  | Masters Series                                       | 2 057 000 €                                          | Terre (ext.)                                         | Rafael Nadal                                         | Roger Federer                                        | 7-5, 63-7, 6-3                                       | Tableau                                              |
| 103      | 20-07-2009 | International German Open Hamburg, Hambourg              | ATP 500                                              | 1 000 000 €                                          | Terre (ext.)                                         | Nikolay Davydenko                                    | Paul-Henri Mathieu                                   | 6-4, 6-2                                             | Tableau                                              |
| 104      | 19-07-2010 | German Open Tennis Championships, Hambourg               | ATP 500                                              | 1 000 000 €                                          | Terre (ext.)                                         | Andrey Golubev                                       | Jürgen Melzer                                        | 6-3, 7-5                                             | Tableau                                              |
| 105      | 18-07-2011 | bet-at-home Open - German Tennis Championships, Hambourg | ATP 500                                              | 1 000 000 €                                          | Terre (ext.)                                         | Gilles Simon                                         | Nicolás Almagro                                      | 6-4, 4-6, 6-4                                        | Tableau                                              |
| 106      | 16-07-2012 | bet-at-home Open - German Tennis Championships, Hambourg | ATP 500                                              | 900 000 €                                            | Terre (ext.)                                         | Juan Mónaco                                          | Tommy Haas                                           | 7-5, 6-4                                             | Tableau                                              |
| 107      | 15-07-2013 | bet-at-home Open - German Tennis Championships, Hambourg | ATP 500                                              | 1 102 500 €                                          | Terre (ext.)                                         | Fabio Fognini                                        | Federico Delbonis                                    | 4-6, 7-68, 6-2                                       | Tableau                                              |
| 108      | 14-07-2014 | bet-at-home Open, Hambourg                               | ATP 500                                              | 1 190 700 €                                          | Terre (ext.)                                         | Leonardo Mayer                                       | David Ferrer                                         | 63-7, 6-1, 7-64                                      | Tableau                                              |
| 109      | 27-07-2015 | bet-at-home Open, Hambourg                               | ATP 500                                              | 1 285 955 €                                          | Terre (ext.)                                         | Rafael Nadal                                         | Fabio Fognini                                        | 7-5, 7-5                                             | Tableau                                              |
| 110      | 11-07-2016 | German Tennis Championships, Hambourg                    | ATP 500                                              | 1 388 830 €                                          | Terre (ext.)                                         | Martin Kližan                                        | Pablo Cuevas                                         | 6-1, 6-4                                             | Tableau                                              |
| 111      | 24-07-2017 | German Tennis Championships, Hambourg                    | ATP 500                                              | 1 499 940 €                                          | Terre (ext.)                                         | Leonardo Mayer                                       | Florian Mayer                                        | 6-4, 4-6, 6-3                                        | Tableau                                              |
| 112      | 23-07-2018 | German Tennis Championships, Hambourg                    | ATP 500                                              | 1 619 935 €                                          | Terre (ext.)                                         | Nikoloz Basilashvili                                 | Leonardo Mayer                                       | 6-4, 0-6, 7-5                                        | Tableau                                              |
| 113      | 22-07-2019 | Hamburg European Open, Hambourg                          | ATP 500                                              | 1 718 170 €                                          | Terre (ext.)                                         | Nikoloz Basilashvili                                 | Andrey Rublev                                        | 7-5, 4-6, 6-3                                        | Tableau                                              |
| 114      | 21-09-2020 | Hamburg European Open, Hambourg                          | ATP 500                                              | 1 062 520 €                                          | Terre (ext.)                                         | Andrey Rublev                                        | Stéfanos Tsitsipás                                   | 6-4, 3-6, 7-5                                        | Tableau                                              |
| 115      | 12-07-2021 | Hamburg European Open, Hambourg                          | ATP 500                                              | 1 030 900 €                                          | Terre (ext.)                                         | Pablo Carreño Busta                                  | Filip Krajinović                                     | 6-2, 6-4                                             | Tableau                                              |
| 116      | 18-07-2022 | Hamburg European Open, Hambourg                          | ATP 500                                              | 1 770 865 €                                          | Terre (ext.)                                         | Lorenzo Musetti                                      | Carlos Alcaraz                                       | 6-4, 66-7, 6-4                                       | Tableau                                              |
| 117      | 24-07-2023 | Hamburg European Open, Hambourg                          | ATP 500                                              | 1 831 515 €                                          | Terre (ext.)                                         | Alexander Zverev                                     | Laslo Djere                                          | 7-5, 6-3                                             | Tableau                                              |
| 118      | 15-07-2024 | Hamburg Open, Hambourg                                   | ATP 500                                              | 1 891 995 €                                          | Terre (ext.)                                         | Arthur Fils                                          | Alexander Zverev                                     | 6-3, 3-6, 7-61                                       | Tableau                                              |
| 119      | 18-05-2025 | Hamburg Open, Hambourg                                   | ATP 500                                              | 2 158 560 €                                          | Terre (ext.)                                         | Flavio Cobolli                                       | Andrey Rublev                                        | 6-2, 6-4                                             | Tableau                                              |

### Double
Palmarès depuis l'ère Open uniquement.

| No | Date       | Nom et lieu du tournoi                                   | Catégorie              | Dotation    | Surface      | Vainqueurs                            | Finalistes                              | Score                   |         |
| -- | ---------- | -------------------------------------------------------- | ---------------------- | ----------- | ------------ | ------------------------------------- | --------------------------------------- | ----------------------- | ------- |
| 1  | 12-08-1968 | German International Championships, Hambourg             |                        | NC $        | Terre (ext.) | Tom Okker Marty Riessen               | John Newcombe Tony Roche                | 6-4, 6-4, 7-5           |         |
| 2  | 11-08-1969 | German International Championships, Hambourg             |                        | NC $        | Terre (ext.) | Tom Okker Marty Riessen               | Jean-Claude Barclay Jürgen Fassbender   | 6-1, 6-2, 6-4           |         |
| 3  | 17-08-1970 | German International Championships, Hambourg             | GP World Series        | NC $        | Terre (ext.) | Bob Hewitt Frew McMillan              | Tom Okker Nikola Pilić                  | 6-3, 7-5, 6-2           |         |
| 4  | 17-05-1971 | German International Championships, Hambourg             | GP World Series        | NC $        | Terre (ext.) | John Alexander Andrés Gimeno          | Dick Crealy Allan Stone                 | 6-4, 7-5, 7-9, 6-4      |         |
| 5  | 05-06-1972 | German International Championships, Hambourg             | GP World Series        | NC $        | Terre (ext.) | Jan Kodeš Ilie Năstase                | Bob Hewitt Ion Țiriac                   | 4-6, 6-0, 3-6, 6-2, 6-2 |         |
| 6  | 11-06-1973 | German International Championships, Hambourg             | GP World Series        | NC $        | Terre (ext.) | Jürgen Fassbender Hans-Jürgen Pohmann | Manuel Orantes Ion Țiriac               | 6-1, 6-3                |         |
| 7  | 20-05-1974 | German International Championships, Hambourg             | GP World Series        | NC $        | Terre (ext.) | Jürgen Fassbender Hans-Jürgen Pohmann | Brian Gottfried Raúl Ramírez            | 6-3, 6-4, 6-4           |         |
| 8  | 19-05-1975 | German International Championships, Hambourg             | GP World Series        | NC $        | Terre (ext.) | Juan Gisbert Manuel Orantes           | Wojtek Fibak Jan Kodeš                  | 6-3, 7-6                |         |
| 9  | 17-05-1976 | German International Championships, Hambourg             | GP World Series        | NC $        | Terre (ext.) | Fred McNair Sherwood Stewart          | Dick Crealy Kim Warwick                 | 7-6, 7-6, 7-6           |         |
| 10 | 09-05-1977 | German International Championships, Hambourg             | GP World Series        | NC $        | Terre (ext.) | Bob Hewitt Karl Meiler                | Phil Dent Kim Warwick                   | 3-6, 6-3, 6-4, 6-4      |         |
| 11 | 15-05-1978 | German International Championships, Hambourg             | Championship Series    | 175 000 $   | Terre (ext.) | Wojtek Fibak Tom Okker                | Antonio Muñoz Víctor Pecci              | 6-2, 6-4                |         |
| 12 | 14-05-1979 | German International Championships, Hambourg             | Championship Series    | 175 000 $   | Terre (ext.) | Jan Kodeš Tomáš Šmíd                  | Mark Edmondson John Marks               | 6-3, 6-1, 7-6           |         |
| 13 | 12-05-1980 | German International Championships, Hambourg             | Championship Series    | 200 000 $   | Terre (ext.) | Hans Gildemeister Andrés Gómez        | Reinhart Probst Max Wunschig            | 6-3, 6-4                |         |
| 14 | 11-05-1981 | German International Championships, Hambourg             | Championship Series    | 200 000 $   | Terre (ext.) | Hans Gildemeister Andrés Gómez        | Peter McNamara Paul McNamee             | 6-4, 3-6, 6-4           |         |
| 15 | 10-05-1982 | German International Championships, Hambourg             | Championship Series    | 250 000 $   | Terre (ext.) | Pavel Složil Tomáš Šmíd               | Anders Järryd Hans Simonsson            | 6-4, 6-3                |         |
| 16 | 09-05-1983 | German International Championships, Hambourg             | Championship Series    | 250 000 $   | Terre (ext.) | Heinz Günthardt Balázs Taróczy        | Mark Edmondson Brian Gottfried          | 7-6, 4-6, 6-4           |         |
| 17 | 07-05-1984 | German International Championships, Hambourg             | Championship Series    | 250 000 $   | Terre (ext.) | Stefan Edberg Anders Järryd           | Heinz Günthardt Balázs Taróczy          | 6-3, 6-1                |         |
| 18 | 29-04-1985 | German International Championships, Hambourg             | Championship Series    | 250 000 $   | Terre (ext.) | Hans Gildemeister Andrés Gómez        | Heinz Günthardt Balázs Taróczy          | 1-6, 7-6, 6-4           |         |
| 19 | 15-09-1986 | German International Championships, Hambourg             | Championship Series    | 250 000 $   | Terre (ext.) | Sergio Casal Emilio Sánchez           | Boris Becker Eric Jelen                 | 6-4, 6-1                |         |
| 20 | 27-04-1987 | German International Championships, Hambourg             | Championship Series    | 300 000 $   | Terre (ext.) | Miloslav Mečíř Tomáš Šmíd             | Claudio Mezzadri Jim Pugh               | 4-6, 7-6, 6-2           |         |
| 21 | 25-04-1988 | German International Championships, Hambourg             | Championship Series    | 400 000 $   | Terre (ext.) | Darren Cahill Laurie Warder           | Rick Leach Jim Pugh                     | 6-4, 6-4                |         |
| 22 | 08-05-1989 | German International Championships, Hambourg             | Championship Series    | 500 000 $   | Terre (ext.) | Emilio Sánchez Javier Sánchez         | Boris Becker Eric Jelen                 | 6-4, 6-1                |         |
| 23 | 07-05-1990 | German International Championships, Hambourg             | Championship Series SW | 750 000 $   | Terre (ext.) | Sergi Bruguera Jim Courier            | Udo Riglewski Michael Stich             | 7-6, 6-2                |         |
| 24 | 06-05-1991 | German International Championships, Hambourg             | Championship Series SW | 750 000 $   | Terre (ext.) | Sergio Casal Emilio Sánchez           | Cássio Motta Danie Visser               | 4-6, 6-3, 6-2           |         |
| 25 | 04-05-1992 | German International Championships, Hambourg             | Championship Series SW | 1 000 000 $ | Terre (ext.) | Sergio Casal Emilio Sánchez           | Carl-Uwe Steeb Michael Stich            | 5-7, 6-4, 6-3           |         |
| 26 | 03-05-1993 | German International Championships, Hambourg             | Super 9                | 1 450 000 $ | Terre (ext.) | Paul Haarhuis Mark Koevermans         | Grant Connell Patrick Galbraith         | 6-4, 6-7, 7-6           |         |
| 27 | 02-05-1994 | German International Championships, Hambourg             | Super 9                | 1 470 000 $ | Terre (ext.) | Scott Melville Piet Norval            | Henrik Holm Anders Järryd               | 6-3, 6-4                |         |
| 28 | 08-05-1995 | German International Championships, Hambourg             | Super 9                | 1 545 000 $ | Terre (ext.) | Wayne Ferreira Ievgueni Kafelnikov    | Byron Black Andreï Olhovskiy            | 6-1, 7-6                |         |
| 29 | 06-05-1996 | German International Championships, Hambourg             | Super 9                | 1 950 000 $ | Terre (ext.) | Mark Knowles Daniel Nestor            | Guy Forget Jakob Hlasek                 | 6-2, 6-4                |         |
| 30 | 05-05-1997 | German International Championships, Hambourg             | Super 9                | 2 050 000 $ | Terre (ext.) | Luis Lobo Javier Sánchez              | Neil Broad Piet Norval                  | 6-2, 3-6, 6-4           |         |
| 31 | 04-05-1998 | German International Championships, Hambourg             | Super 9                | 2 200 000 $ | Terre (ext.) | Donald Johnson Francisco Montana      | David Adams Brett Steven                | 6-4, 6-4                | Tableau |
| 32 | 03-05-1999 | German International Championships, Hambourg             | Super 9                | 2 200 000 $ | Terre (ext.) | Wayne Arthurs Andrew Kratzmann        | Paul Haarhuis Jared Palmer              | 2-6, 7-65, 6-2          | Tableau |
| 33 | 15-05-2000 | German International Championships, Hambourg             | Masters Series         | 2 450 000 $ | Terre (ext.) | Todd Woodbridge Mark Woodforde        | Wayne Arthurs Sandon Stolle             | 64-7, 6-4, 6-3          | Tableau |
| 34 | 14-05-2001 | Tennis Masters Series Hamburg, Hambourg                  | Masters Series         | 2 450 000 $ | Terre (ext.) | Jonas Björkman Todd Woodbridge        | Daniel Nestor Sandon Stolle             | 7-62, 3-6, 6-3          | Tableau |
| 35 | 13-05-2002 | Tennis Masters Hamburg, Hambourg                         | Masters Series         | 2 328 000 $ | Terre (ext.) | Mahesh Bhupathi Jan-Michael Gambill   | Jonas Björkman Todd Woodbridge          | 6-2, 6-4                | Tableau |
| 36 | 12-05-2003 | Tennis Masters Hamburg, Hambourg                         | Masters Series         | 2 200 000 $ | Terre (ext.) | Mark Knowles Daniel Nestor            | Mahesh Bhupathi Max Mirnyi              | 6-4, 7-610              | Tableau |
| 37 | 10-05-2004 | Masters Series Hamburg, Hambourg                         | Masters Series         | 2 200 000 $ | Terre (ext.) | Wayne Black Kevin Ullyett             | Bob Bryan Mike Bryan                    | 6-4, 6-2                | Tableau |
| 38 | 09-05-2005 | Masters Series Hamburg presented by EON Hanse, Hambourg  | Masters Series         | 2 200 000 $ | Terre (ext.) | Jonas Björkman Max Mirnyi             | Michaël Llodra Fabrice Santoro          | 4-6, 7-62, 7-63         | Tableau |
| 39 | 15-05-2006 | Masters Series Hamburg presented by EON Hanse, Hambourg  | Masters Series         | 2 200 000 $ | Terre (ext.) | Paul Hanley Kevin Ullyett             | Mark Knowles Daniel Nestor              | 6-2, 7-68               | Tableau |
| 40 | 14-05-2007 | Masters Series Hamburg presented by EON Hanse, Hambourg  | Masters Series         | 2 200 000 $ | Terre (ext.) | Bob Bryan Mike Bryan                  | Paul Hanley Kevin Ullyett               | 6-3, 6-4                | Tableau |
| 41 | 12-05-2008 | Masters Series Hamburg presented by EON Hanse, Hambourg  | Masters Series         | 2 057 000 € | Terre (ext.) | Daniel Nestor Nenad Zimonjić          | Bob Bryan Mike Bryan                    | 6-4, 5-7, [10-8]        | Tableau |
| 42 | 20-07-2009 | International German Open Hamburg, Hambourg              | ATP 500                | 1 000 000 € | Terre (ext.) | Simon Aspelin Paul Hanley             | Marcelo Melo Filip Polášek              | 6-3, 6-3                | Tableau |
| 43 | 19-07-2010 | German Open Tennis Championships, Hambourg               | ATP 500                | 1 000 000 € | Terre (ext.) | Marc López David Marrero              | Jérémy Chardy Paul-Henri Mathieu        | 6-3, 2-6, [10-8]        | Tableau |
| 44 | 18-07-2011 | bet-at-home Open - German Tennis Championships, Hambourg | ATP 500                | 1 000 000 € | Terre (ext.) | Oliver Marach Alexander Peya          | František Čermák Filip Polášek          | 6-4, 6-1                | Tableau |
| 45 | 16-07-2012 | bet-at-home Open - German Tennis Championships, Hambourg | ATP 500                | 900 000 €   | Terre (ext.) | David Marrero Fernando Verdasco       | Rogério Dutra Silva D. Muñoz de la Nava | 6-4, 6-3                | Tableau |
| 46 | 15-07-2013 | bet-at-home Open - German Tennis Championships, Hambourg | ATP 500                | 1 102 500 € | Terre (ext.) | Mariusz Fyrstenberg Marcin Matkowski  | Alexander Peya Bruno Soares             | 3-6, 6-1, [10-8]        | Tableau |
| 47 | 14-07-2014 | bet-at-home Open, Hambourg                               | ATP 500                | 1 190 700 € | Terre (ext.) | Marin Draganja Florin Mergea          | Alexander Peya Bruno Soares             | 6-4, 7-5                | Tableau |
| 48 | 27-07-2015 | bet-at-home Open, Hambourg                               | ATP 500                | 1 285 955 € | Terre (ext.) | Jamie Murray John Peers               | Juan Sebastián Cabal Robert Farah       | 2-6, 6-3, [10-8]        | Tableau |
| 49 | 11-07-2016 | German Tennis Championships, Hambourg                    | ATP 500                | 1 388 830 € | Terre (ext.) | Henri Kontinen John Peers             | Daniel Nestor Aisam-Ul-Haq Qureshi      | 7-5, 6-3                | Tableau |
| 50 | 24-07-2017 | German Tennis Championships, Hambourg                    | ATP 500                | 1 499 940 € | Terre (ext.) | Ivan Dodig Mate Pavić                 | Pablo Cuevas Marc López                 | 6-3, 6-4                | Tableau |
| 51 | 23-07-2018 | German Tennis Championships, Hambourg                    | ATP 500                | 1 619 935 € | Terre (ext.) | Julio Peralta Horacio Zeballos        | Oliver Marach Mate Pavić                | 6-1, 4-6, [10-6]        | Tableau |
| 52 | 22-07-2019 | Hamburg European Open, Hambourg                          | ATP 500                | 1 718 170 € | Terre (ext.) | Oliver Marach Jürgen Melzer           | Robin Haase Wesley Koolhof              | 6-2, 7-63               | Tableau |
| 53 | 21-09-2020 | Hamburg European Open, Hambourg                          | ATP 500                | 1 062 520 € | Terre (ext.) | John Peers Michael Venus              | Ivan Dodig Mate Pavić                   | 6-3, 6-4                | Tableau |
| 54 | 12-07-2021 | Hamburg European Open, Hambourg                          | ATP 500                | 1 030 900 € | Terre (ext.) | Tim Pütz Michael Venus                | Kevin Krawietz Horia Tecău              | 6-3, 63-7, [10-8]       | Tableau |
| 55 | 18-07-2022 | Hamburg European Open, Hambourg                          | ATP 500                | 1 770 865 € | Terre (ext.) | Lloyd Glasspool Harri Heliövaara      | Rohan Bopanna Matwé Middelkoop          | 6-2, 6-4                | Tableau |
| 56 | 24-07-2023 | Hamburg European Open, Hambourg                          | ATP 500                | 1 831 515 € | Terre (ext.) | Kevin Krawietz Tim Pütz               | Sander Gillé Joran Vliegen              | 7-64, 6-3               | Tableau |
| 57 | 15-07-2024 | Hamburg Open, Hambourg                                   | ATP 500                | 1 891 995 € | Terre (ext.) | Kevin Krawietz Tim Pütz               | Fabien Reboul Édouard Roger-Vasselin    | 7-68, 6-2               | Tableau |
| 58 | 18-05-2025 | Hamburg Open, Hambourg                                   | ATP 500                | 2 158 560 € | Terre (ext.) | Simone Bolelli Andrea Vavassori       | Andrés Molteni Fernando Romboli         | 6-4, 6-0                | Tableau |

## Palmarès dames

### Simple
| No | Date       | Nom et lieu du tournoi            | Catégorie      | Dotation       | Surface        | Vainqueure          | Finaliste           | Score          |                |
| -- | ---------- | --------------------------------- | -------------- | -------------- | -------------- | ------------------- | ------------------- | -------------- | -------------- |
| 1  | 05-07-1982 | Casino Cup, Hambourg              | Series 1       | 50 000 $       | Terre (ext.)   | Lisa Bonder         | Renáta Tomanová     | 6-3, 6-2       | Tableau        |
| 2  | 04-07-1983 | Fila Europa Cup, Hambourg         |                | 100 000 $      | Terre (ext.)   | Andrea Temesvári    | Eva Pfaff           | 6-4, 6-2       | Tableau        |
|    | 1984-1986  | Pas de tournoi                    | Pas de tournoi | Pas de tournoi | Pas de tournoi | Pas de tournoi      | Pas de tournoi      | Pas de tournoi | Pas de tournoi |
| 3  | 21-09-1987 | Citizen Cup, Hambourg             |                | 150 000 $      | Terre (ext.)   | Steffi Graf         | Isabel Cueto        | 6-2, 6-2       | Tableau        |
| 4  | 25-07-1988 | Citizen Cup, Hambourg             | Tier IV        | 200 000 $      | Terre (ext.)   | Steffi Graf         | Katerina Maleeva    | 6-4, 6-2       | Tableau        |
| 5  | 01-05-1989 | Citizen Cup, Hambourg             | Tier IV        | 200 000 $      | Terre (ext.)   | Steffi Graf         | Jana Novotná        | Forfait        | Tableau        |
| 6  | 30-04-1990 | Citizen Cup, Hambourg             | Tier II        | 350 000 $      | Terre (ext.)   | Steffi Graf         | Arantxa Sánchez     | 5-7, 6-0, 6-1  | Tableau        |
| 7  | 29-04-1991 | Citizen Cup, Hambourg             | Tier II        | 350 000 $      | Terre (ext.)   | Steffi Graf         | Monica Seles        | 7-5, 6-7, 6-3  | Tableau        |
| 8  | 27-04-1992 | Citizen Cup, Hambourg             | Tier II        | 350 000 $      | Terre (ext.)   | Steffi Graf         | Gabriela Sabatini   | 7-6, 6-2       | Tableau        |
| 9  | 26-04-1993 | Citizen Cup, Hambourg             | Tier II        | 375 000 $      | Terre (ext.)   | Arantxa Sánchez     | Steffi Graf         | 6-3, 6-3       | Tableau        |
| 10 | 25-04-1994 | Citizen Cup, Hambourg             | Tier II        | 400 000 $      | Terre (ext.)   | Arantxa Sánchez     | Steffi Graf         | 4-6, 7-6, 7-6  | Tableau        |
| 11 | 01-05-1995 | Citizen Cup, Hambourg             | Tier II        | 430 000 $      | Terre (ext.)   | Conchita Martínez   | Martina Hingis      | 6-1, 6-0       | Tableau        |
| 12 | 29-04-1996 | Rexona Cup, Hambourg              | Tier II        | 450 000 $      | Terre (ext.)   | Arantxa Sánchez     | Conchita Martínez   | 4-6, 7-6, 6-0  | Tableau        |
| 13 | 28-04-1997 | Rexona Cup, Hambourg              | Tier II        | 450 000 $      | Terre (ext.)   | Iva Majoli          | Ruxandra Dragomir   | 6-3, 6-2       | Tableau        |
| 14 | 27-04-1998 | Intersport Damen GP, Hambourg     | Tier II        | 450 000 $      | Terre (ext.)   | Martina Hingis      | Jana Novotná        | 6-3, 7-5       | Tableau        |
| 15 | 27-04-1999 | Betty Barclay Cup, Hambourg       | Tier II        | 520 000 $      | Terre (ext.)   | Venus Williams      | Mary Pierce         | 6-0, 6-3       | Tableau        |
| 16 | 02-05-2000 | Betty Barclay Cup, Hambourg       | Tier II        | 535 000 $      | Terre (ext.)   | Martina Hingis      | Arantxa Sánchez     | 6-3, 6-3       | Tableau        |
| 17 | 01-05-2001 | Betty Barclay Cup, Hambourg       | Tier II        | 565 000 $      | Terre (ext.)   | Venus Williams      | Meghann Shaughnessy | 6-3, 6-0       | Tableau        |
| 18 | 30-04-2002 | Betty Barclay Cup, Hambourg       | Tier II        | 585 000 $      | Terre (ext.)   | Kim Clijsters       | Venus Williams      | 1-6, 6-3, 6-4  | Tableau        |
|    | 2003-2020  | Pas de tournoi                    | Pas de tournoi | Pas de tournoi | Pas de tournoi | Pas de tournoi      | Pas de tournoi      | Pas de tournoi | Pas de tournoi |
| 19 | 06-07-2021 | Hamburg European Open, Hambourg   | WTA 250        | 235 238 $      | Terre (ext.)   | Elena-Gabriela Ruse | Andrea Petkovic     | 7-6, 6-4       | Tableau        |
| 20 | 17-07-2022 | Hamburg European Open, Hambourg   | WTA 250        | 251 750 $      | Terre (ext.)   | Bernarda Pera       | Anett Kontaveit     | 6-2, 6-4       | Tableau        |
| 21 | 23-07-2023 | Hamburg European Open, Hambourg   | WTA 250        | 259 303 $      | Terre (ext.)   | Arantxa Rus         | Noma Noha Akugue    | 6-0, 7-63      | Tableau        |
| 22 | 04-08-2024 | ECE Ladies Hamburg Open, Hambourg | WTA 125        | 115 000 $      | Terre (ext.)   | Anna Bondár         | Arantxa Rus         | 6-4, 6-2       | Tableau        |
| 23 | 14-07-2025 | MSC Hamburg Ladies Open, Hambourg | WTA 250        | 275 094 $      | Terre (ext.)   | Loïs Boisson        | Anna Bondár         | 7-5, 6-3       | Tableau        |

### Double
| No | Date       | Nom et lieu du tournoi           | Catégorie      | Dotation       | Surface        | Vainqueures                         | Finalistes                             | Score            |                |
| -- | ---------- | -------------------------------- | -------------- | -------------- | -------------- | ----------------------------------- | -------------------------------------- | ---------------- | -------------- |
| 1  | 05-07-1982 | Casino Cup Hambourg              | Series 1       | 50 000 $       | Terre (ext.)   | Elizabeth Ekblom Lena Sandin        | Pat Medrado Cláudia Monteiro           | 7-6, 6-3         | Tableau        |
| 2  | 04-07-1983 | Fila Europa Cup Hambourg         |                | 100 000 $      | Terre (ext.)   | Bettina Bunge Claudia Kohde-Kilsch  | Ivanna Madruga-Osses Catherine Tanvier | 7-5, 6-4         | Tableau        |
|    | 1984-1986  | Pas de tournoi                   | Pas de tournoi | Pas de tournoi | Pas de tournoi | Pas de tournoi                      | Pas de tournoi                         | Pas de tournoi   | Pas de tournoi |
| 3  | 21-09-1987 | Citizen Cup Hambourg             |                | 150 000 $      | Terre (ext.)   | Claudia Kohde-Kilsch Jana Novotná   | Natalia Bykova Leila Meskhi            | 7-6, 7-6         | Tableau        |
| 4  | 25-07-1988 | Citizen Cup Hambourg             | Tier IV        | 200 000 $      | Terre (ext.)   | Jana Novotná Tine Scheuer-Larsen    | Andrea Betzner Judith Wiesner          | 6-4, 6-2         | Tableau        |
| 5  | 01-05-1989 | Citizen Cup Hambourg             | Tier IV        | 200 000 $      | Terre (ext.)   | Isabelle Demongeot Nathalie Tauziat | Jana Novotná Helena Suková             | Forfait          | Tableau        |
| 6  | 30-04-1990 | Citizen Cup Hambourg             | Tier II        | 350 000 $      | Terre (ext.)   | Gigi Fernández Martina Navrátilová  | Larisa Neiland Helena Suková           | 6-2, 6-3         | Tableau        |
| 7  | 29-04-1991 | Citizen Cup Hambourg             | Tier II        | 350 000 $      | Terre (ext.)   | Jana Novotná Larisa Neiland         | Arantxa Sánchez Helena Suková          | 7-5, 6-1         | Tableau        |
| 8  | 27-04-1992 | Citizen Cup Hambourg             | Tier II        | 350 000 $      | Terre (ext.)   | Steffi Graf Rennae Stubbs           | Manon Bollegraf Arantxa Sánchez        | 4-6, 6-3, 6-4    | Tableau        |
| 9  | 26-04-1993 | Citizen Cup Hambourg             | Tier II        | 375 000 $      | Terre (ext.)   | Steffi Graf Rennae Stubbs           | Larisa Neiland Jana Novotná            | 6-4, 7-6         | Tableau        |
| 10 | 25-04-1994 | Citizen Cup Hambourg             | Tier II        | 400 000 $      | Terre (ext.)   | Jana Novotná Arantxa Sánchez        | Eugenia Maniokova Leila Meskhi         | 6-3, 6-2         | Tableau        |
| 11 | 01-05-1995 | Citizen Cup Hambourg             | Tier II        | 430 000 $      | Terre (ext.)   | Gigi Fernández Martina Hingis       | Conchita Martínez Patricia Tarabini    | 6-2, 6-3         | Tableau        |
| 12 | 29-04-1996 | Rexona Cup Hambourg              | Tier II        | 450 000 $      | Terre (ext.)   | Arantxa Sánchez Brenda Schultz      | Gigi Fernández Martina Hingis          | 4-6, 7-6, 6-4    | Tableau        |
| 13 | 28-04-1997 | Rexona Cup Hambourg              | Tier II        | 450 000 $      | Terre (ext.)   | Anke Huber Mary Pierce              | Ruxandra Dragomir Iva Majoli           | 2-6, 7-6, 6-2    | Tableau        |
| 14 | 27-04-1998 | Intersport Damen GP Hambourg     | Tier II        | 450 000 $      | Terre (ext.)   | Barbara Schett Patty Schnyder       | Martina Hingis Jana Novotná            | 7-6, 3-6, 6-3    | Tableau        |
| 15 | 27-04-1999 | Betty Barclay Cup Hambourg       | Tier II        | 520 000 $      | Terre (ext.)   | Larisa Neiland Arantxa Sánchez      | Amanda Coetzer Jana Novotná            | 6-2, 6-1         | Tableau        |
| 16 | 02-05-2000 | Betty Barclay Cup Hambourg       | Tier II        | 535 000 $      | Terre (ext.)   | Anna Kournikova Natasha Zvereva     | Nicole Arendt Manon Bollegraf          | 6-75, 6-2, 6-4   | Tableau        |
| 17 | 01-05-2001 | Betty Barclay Cup Hambourg       | Tier II        | 565 000 $      | Terre (ext.)   | Cara Black Elena Likhovtseva        | Květa Hrdličková Barbara Rittner       | 6-2, 4-6, 6-2    | Tableau        |
| 18 | 30-04-2002 | Betty Barclay Cup Hambourg       | Tier II        | 585 000 $      | Terre (ext.)   | Martina Hingis Barbara Schett       | Daniela Hantuchová Arantxa Sánchez     | 6-1, 6-1         | Tableau        |
|    | 2003-2020  | Pas de tournoi                   | Pas de tournoi | Pas de tournoi | Pas de tournoi | Pas de tournoi                      | Pas de tournoi                         | Pas de tournoi   | Pas de tournoi |
| 19 | 06-07-2021 | Hamburg European Open Hambourg   | WTA 250        | 235 238 $      | Terre (ext.)   | Jasmine Paolini Jil Teichmann       | Astra Sharma Rosalie van der Hoek      | 6-0, 6-4         | Tableau        |
| 20 | 17-07-2022 | Hamburg European Open Hambourg   | WTA 250        | 251 750 $      | Terre (ext.)   | Sophie Chang Angela Kulikov         | Miyu Kato Aldila Sutjiadi              | 6-3, 4-6, [10-6] | Tableau        |
| 21 | 23-07-2023 | Hamburg European Open Hambourg   | WTA 250        | 259 303 $      | Terre (ext.)   | Anna Danilina Alexandra Panova      | Miriam Kolodziejová Angela Kulikov     | 6-4, 6-2         | Tableau        |
| 22 | 04-08-2024 | ECE Ladies Hamburg Open Hambourg | WTA 125        | 115 000 $      | Terre (ext.)   | Anna Bondár Kimberley Zimmermann    | Arantxa Rus Nina Stojanović            | 5-7, 6-3, [11-9] | Tableau        |